# Chicago Declaration of Social Concern
Die Chicago Declaration of Social Concern (engl. für Chicagoer Erklärung zu sozialer Verantwortung) gilt als früher Aufruf evangelikaler Christen, sich verstärkt sozialen Problemen zu widmen.
Die Erklärung ruft evangelikale Christen dazu auf, sich nachhaltig für soziales Engagement einzusetzen. Demnach sollten Evangelikale gegen soziale Ungerechtigkeit eintreten und sich verstärkt bei sozialen Projekten engagieren. Die Declaration of Social Concern wurde während einer Arbeitstagung evangelikaler Leiter im November 1973 in einem Hotel des YMCA in der South Wabash Avenue in Chicago verfasst. Die Erklärung wurde von 53 Personen unterzeichnet. Das Treffen war von Ronald James Sider organisiert worden.
Die Erklärung enthält ein Bekenntnis, das die Mitverantwortung evangelikaler US-amerikanischer Christen an sozialer, ethnischer und wirtschaftlicher Ungerechtigkeit, dem Militarismus und dem Sexismus einräumt. Der Entwurf der Erklärung wurde von dem US-amerikanischen Politiker und Politikwissenschaftler Paul B. Henry verfasst und von Stephen Charles Mott, William Pannell und Jim Wallis überarbeitet. Die Erklärung fand breitere öffentliche Beachtung, nachdem sich Jimmy Carter im Präsidentschaftswahlkampf 1976 als evangelikalen Christ bezeichnet hatte.